# 阿拉斯加雪糕
阿拉斯加雪糕，是由阿拉斯加阿薩巴斯卡人和其他阿拉斯加原住民製作的甜點。
它傳統上由海獸脂肪或牛脂和肉類（例如乾魚，特別是梭子魚，鱸魚或其他白身魚）與漿果混合並用打蛋器攪打而成。它還可能包括苔原蔬菜。阿拉斯加雪糕最常見的食譜包括乾燥和粉碎的駝鹿或馴鹿裡脊肉，與駝鹿脂肪混合（傳統上在樺樹皮容器中），直到混合物輕盈蓬鬆。它可以不冷凍或冷凍食用，在後一種情況下，它有點類似於商業雪糕。